# 쯔야허

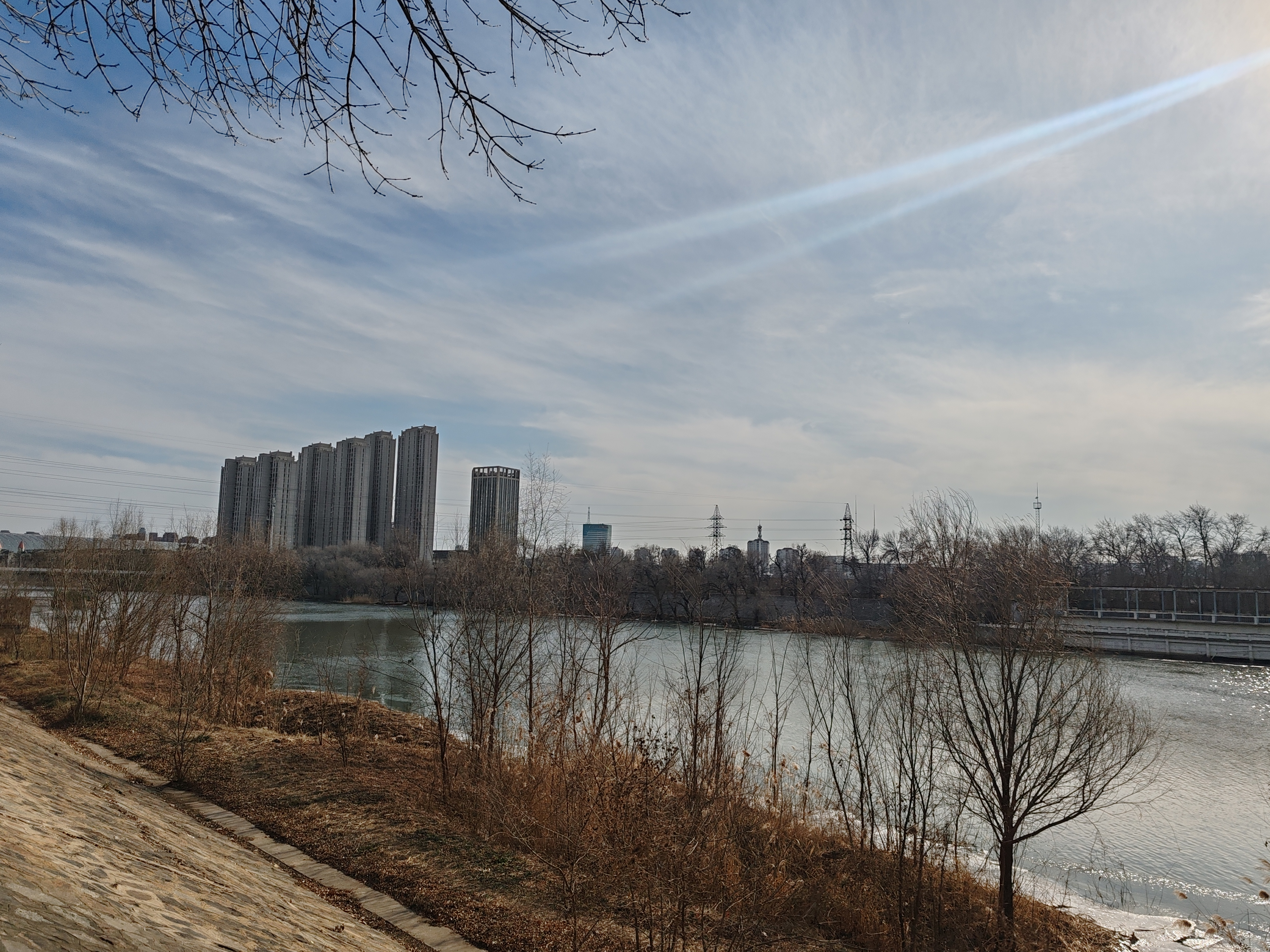
텐진 쯔야허

하이허 수계

쯔야허(자아하, 중국어: 子牙河, 병음: Zǐyá hé)는 중화인민공화국의 산시성 동부에서 허베이성 중부를 흐르는 하천의 하나로 하이허 수계의 서남쪽 지류에 속한다. 타이항산맥의 동쪽 경사면으로부터 한단 시를 흐르는 푸양허(滏陽河)와 산시 성의 우타이 산 북부로부터 흐르는 후퉈허(滹沱河)가 허베이 성의 셴 현에서 합류해 쯔야허가 된다.
쯔야허는 창저우의 허젠 시, 랑팡의 다청 현 거쳐 톈진시의 징하이 현으로 들어가는 하이허의 큰 지류의 하나로 다칭허와 합류해 "시허"(西河)로 이름이 바뀐다. 이후 남운하, 북운하와도 합류해 하이허가 되어 보하이해로 흐른다. 길이는 730km이고 산시 성·허베이 성·톈진 시에 걸치는 유역 면적은 78,700km2에 이른다.
예전에는 하이허에 합류하지 않고 보하이 해로 흘러드는 독자적인 수계였던 쯔야허는 대운하 건설 이후 수운으로서, 융딩허 등 다른 하이허 수계의 지류와 함께 유로를 변경해 하이허에 합류하게 되었다. 20세기 후반 이후, 하이허의 치수를 위해서 셴 현의 합류점부터 하류에 쯔야신허(子牙新河)라는 방수로가 만들어져 톈진 교외의 보하이 해로 직접 흘러들고 있다.
쯔야허와 그 지류는 한단 시·스자좡 시·창저우 시 등의 중요한 수원이며, 수도용·치수용의 댐이 다수 건설되어 있다. 그러나 하이허의 다른 지류처럼 쯔야허도 상류에서의 농업용수나 공업용수의 취수량의 증가, 강수량의 감소, 식생의 파괴에 의한 토양의 보수력의 저하로 강의 수량이 감소해, 여름 이외에는 거의 물이 흐르지 않는 강이 되어 있다.